# Margaretville
Margaretville es una villa ubicada en el condado de Delaware en el estado estadounidense de Nueva York. En el año 2010 tenía una población de 596 habitantes.

## Geografía
Margaretville se encuentra ubicada en las coordenadas 42°8′51″N 74°39′4″O / 42.14750, -74.65111.

## Demografía
Según la Oficina del Censo en 2000 los ingresos medios por hogar en la localidad eran de $27,500, y los ingresos medios por familia eran $37,188. Los hombres tenían unos ingresos medios de $32,500 frente a los $26,016 para las mujeres. La renta per cápita para la localidad era de $15,437. Alrededor del 16.5% de la población estaban por debajo del umbral de pobreza.